# Carmen Nonell
Carmen Nonell i Masjuan (Barcelona, 1920) fue una periodista, escritora y pintora española. Se formó como artista en Madrid. Trabajó para el diario ABC y para el Diario Pueblo como corresponsal en Berlín. Además de novelas, también escribió literatura infantil, crítica literaria sobre narrativa española y de libros de viaje y rutas turística.

## Biografía
Carmen Nonell i Masjuan, nació en Barcelona pero su formación académica y artística la desarrolló en Madrid. Pertenece a una familia culta que facilitó a sus hijas una sólida formación, junto a su hermana Carolina escribió sobre la vida y la obra de su tío, el pintor Isidro Nonell Monturiol.
Dado el momento histórico español Carmen Nonell fue considerada una de las "Escritoras bajo la opresión franquista" como reflejó Enric Llopis. La revista Triunfo en 1962 publicó relatos de algunas de estas escritoras y, que posteriormente, dio lugar al libro de relatos Siete relatos de autoras en tiempos muy grises, relatos de las escritoras: Carmen Nonell i Masjuan, Concha Fernández-Luna, María Jesús Rubiera Mata, Karmele Saint Martín, Dolores Medio, Ana Diosdado y Felicidad Orquín.     
En algunas ocasiones firmó sus obras con los seudónimos: Bárbara Nagore y Menkar Onell.

## Obras
Su obra escrita combina varios campos, tales como: la novela, la crítica literaria, libros de arte y viajes y literatura infantil. Participó, también, en obras colectivas junto a su hermana Carolina Nonell Masjuan.

### Novelas
- ¿Es usted mi marido?, (1942)
- Nocturno de amor, (1944)
- El Mayorazgo de Iziar, (1945)
- Caminos cruzados, (1946)
- El cauce perdido, (1946)
- Cumbres de amor (195?)
- Resurgir, (1953)
- Historia de "Farol", (1953)
- Zoco grande, (1956)
- Múnich, Leopoldstrasse, 207, (1962)
- La vida empieza hoy, (1965)
- Los que se quedan, (1967)
- La "Perrona", (1967)

### Guías de viajes
- Berlín, capital de dos mundos, (1963)
- Rutas de España: Valencia. Aragón, (1963)
- Rutas de España: La Rioja, Vascongadas (Guipozcoa, Vizcaya, Álava) y Navarra, (1967)
- Guías Everest: El Pirineo catalán, (1969), coescrito con su hermana Carolina Nonell.[2]
- El arte asturianense, (1969)
- Teruel, ignorada maravilla, (1969)
- Guadalajara, nudo de la Alcarria, (1971).
- Cerámica y alfarería populares de España, (1973). Escrito con su hermana Carolina.

### La literatura de los niños
- Los dos castillos, (1944)
- Gato y la estrella, (1966)

- Los cinco (Balakiref, César, Cui, Barodin, Mussorgsky i Rimsky-Korsakof), (1948)[2]

### Libros colectivos
- Siete relatos de autoras en tiempos muy grises.[5]
- Excavaciones en la Villa Romana de Gargoles-Cifuentes (Guadalajara). (1980)
- Memorias de un cazadotes (1956)

## Premios y reconocimientos
En 1955 recibió el Premio Fémina por una novela publicada por la Editorial Colenda, “Zoco grande”.